# Bistum Irinjalakuda
Das Bistum Irinjalakuda (lateinisch Dioecesis Irinialakudensis) ist ein Bistum der mit der römisch-katholischen Kirche unierten syro-malabarischen Kirche mit Sitz in Irinjalakuda in Indien. Es umfasst einen Teil des Distrikts Thrissur im indischen Bundesstaat Kerala.

## Geschichte
Papst Paul VI. gründete es mit der Apostolischen Konstitution Trichuriensis eparchiae am 22. Juni 1978 aus Gebietsabtretungen der Eparchie Trichur; es wurde dem Erzbistum Ernakulam-Angamaly als Suffragandiözese unterstellt.
Am 18. Mai wurde 1995 wurde es Teil der Kirchenprovinz der Erzeparchie Trichur.

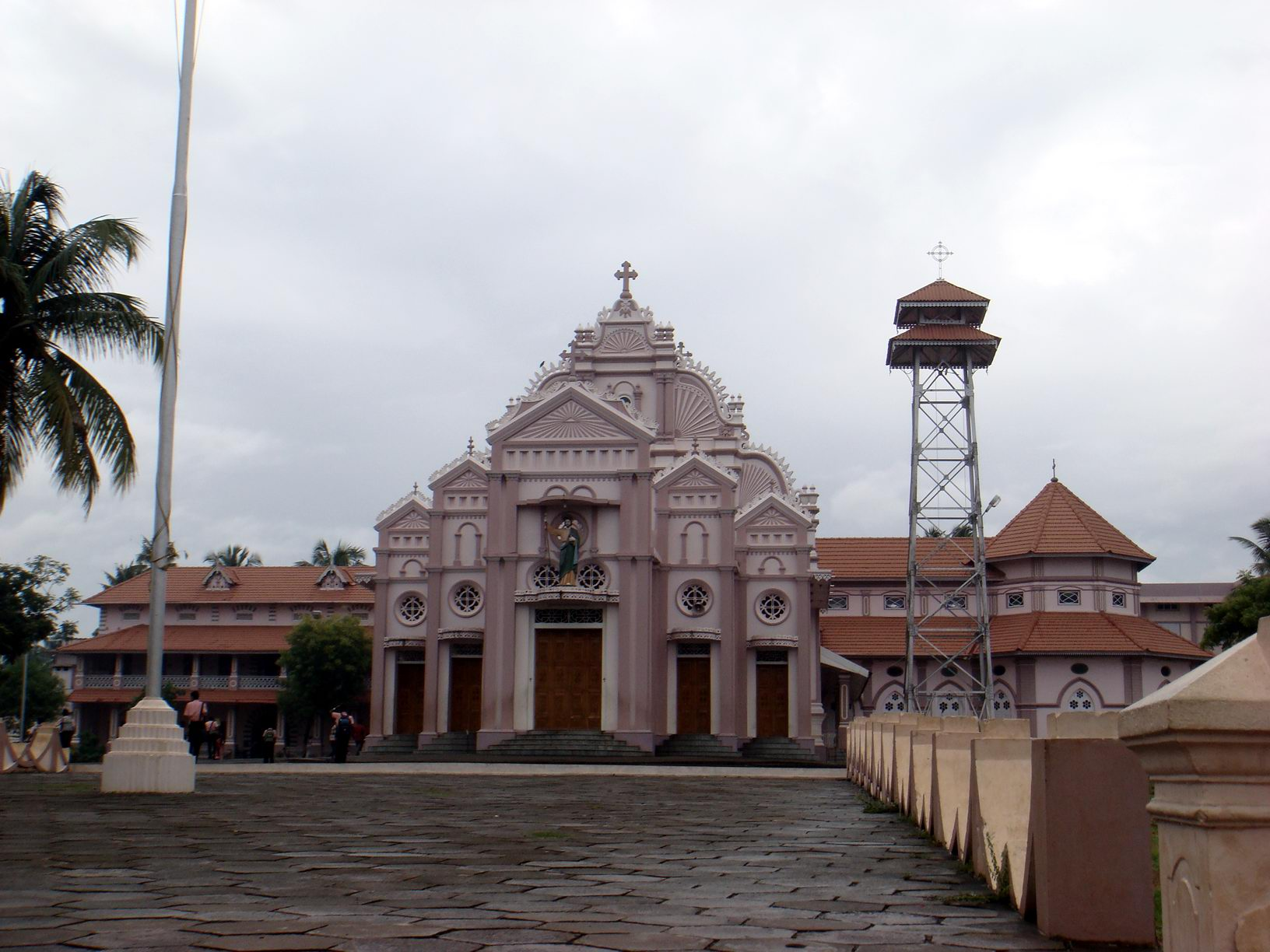
Kathedrale St. Thomas in Irinjalakuda

## Bischöfe von Irinjalakuda
- James Pazhayattil (22. Juni 1978 – 15. Januar 2010, emeritiert)
- Pauly Kannookadan (seit 15. Januar 2010)